# Hafu
Rumay Wang (Newton, 18 de abril de 1991), más conocida como Hafu, es una streamer estadounidense y ex jugadora profesional de World of Warcraft, Bloodline Champions y Hearthstone.

## Trayectoria
Wang nació en Newton, Massachusetts, de padres inmigrantes chinos de Beijing. Creció en Lexington y se graduó de Lexington High School en 2010 tras tomarse un año sabático para dedicarse a su carrera en los deportes electrónicos. Sus amigos ya le habían introducido al MMORPG World of Warcraft en la escuela secundaria. Posteriormente estudió en la Universidad de Bentley, pero abandonó sus estudios para centrarse en los videojuegos.
En 2007, su talento jugando World of Warcraft en el modo arena de jugador contra jugador, llamó la atención de los patrocinadores, lo que le permitió asistir a la Major League Gaming (MLG) en 2008, y a otros varios torneos durante los años siguientes. Finalmente, Hafu cambió a otro juego de arena PvP, Bloodline Champions, convirtiéndose en la campeona de DreamHack Summer 2011, junto con sus compañeros de equipo MegaZero e Iverson.
Wang inició su carrera como streamer, y sus retransmisiones en Twitch empezaron a ser seguidas por un público regular y llegando a superar su canal el millón de seguidores. A finales de 2015, apareció en Legends of Gaming de Smasher. El 15 de agosto de 2019, Hafu se unió a G2 Esports como transmisora de Teamfight Tactics.
En septiembre de 2020, Wang comenzó a transmitir y publicar videos de ella jugando Among Us, y frecuentemente jugaba con otros streamers populares, incluidos Disguised Toast, dakotaz y xChocoBars. La creciente popularidad del juego en parte le permitió convertirse en la segunda streamer femenina más vista en el mes de noviembre, solo siendo superada por Valkyrae. Se ha pronunciado en contra del acoso sexual en los videojuegos.

## Reconocimientos
En septiembre de 2020, ganó el segundo torneo de ajedrez PogChamps. Ese mismo año, fue incluida en la lista Forbes 30 Under 30.